# 84 Lumber Classic
Le 84 Lumber Classic est un tournoi de golf professionnel masculin du PGA Tour disputé en Pennsylvanie de 2000 à 2006. Cette dernière édition est marquée par la participation d'une joueuse, Michelle Wie.

## Palmarès
| année                             | Vainqueur      | Nationalité |
| --------------------------------- | -------------- | ----------- |
| SEI Pennsylvania Classic          |                |             |
| 2000                              | Chris DiMarco  | États-Unis  |
| Marconi Pennsylvania Classic      |                |             |
| 2001                              | Robert Allenby | Australie   |
| SEI Pennsylvania Classic          |                |             |
| 2002                              | Dan Forsman    | États-Unis  |
| 84 Lumber Classic of Pennsylvania |                |             |
| 2003                              | J. L. Lewis    | États-Unis  |
| 84 LUMBER Classic                 |                |             |
| 2004                              | Vijay Singh    | Fidji       |
| 2005                              | Jason Gore     | États-Unis  |
| 2006                              | Ben Curtis     | États-Unis  |